# Giải Kettering
Giải Kettering là một giải thưởng trị giá 250.000$ của Hoa Kỳ, được trao hàng năm cho các đóng góp mới, xuất sắc nhất trong lãnh vực chẩn đoán hoặc điều trị bệnh ung thư.

## Lịch Sử
Giải được đặt theo tên Charles F. Kettering, nhà phát minh và cựu giám đốc hãng General Motors, đồng thời là người tiên phong của "Các phòng thí nghiệm nghiên cứu của hãng General Motors". Nó được trao hàng năm từ năm 1979 đến năm 2005.
Năm 2006, do hạn chế về ngân sách, Giải Alfred P. Sloan Jr. , Giải Charles F. Kettering và Giải Charles S. Mott , ban đầu mỗi giải trị giá 250.000 USD, đã được hợp nhất thành một Giải thưởng Nghiên cứu Ung thư của General Motors với tổng giá trị là 250.000 USD. Người đầu tiên và duy nhất giành được Giải thưởng Nghiên cứu Ung thư của General Motors là Napoleone Ferrara . Kể từ năm 2006 không còn giải thưởng nào được trao nữa.

## Các người đoạt giải
- 2005 Angela Hartley Brodie
- 2004 Robert S. Langer
- 2003 V. Craig Jordan
- 2002 Brian J. Druker và Nicholas B. Lydon
- 2001 David E. Kuhl và Michael E. Phelps
- 2000 Monroe E. Wall và Mansukh C. Wani
- 1999 Ronald Levy
- 1998 H. Rodney Withers
- 1997 Herman D. Suit
- 1996 Malcolm A. Bagshaw và Patrick C. Walsh
- 1995 Norbert Brock
- 1994 Laurent Degos và Zhen-yi Wang
- 1993 Gianni Bonadonna và Bernard Fisher
- 1992 Lawrence H. Einhorn
- 1991 Victor Ling
- 1990 Sir David Cox
- 1989 Mortimer M. Elkind
- 1988 Sam Shapiro và Philip Strax
- 1987 Basil I. Hirschowitz
- 1986 Donald Pinkel
- 1985 Paul C. Lauterbur
- 1984 Barnett Rosenberg
- 1983 Emil Frei III và Emil J. Freireich
- 1982 Howard E. Skipper
- 1981 E. Donnall Thomas
- 1980 Elwood V. Jensen
- 1979 Henry S. Kaplan